# Бєляєва Ольга Сергіївна
Ольга Сергіївна Бєляєва (рос. Ольга Сергеевна Беляева; нар. 22 червня 1964 — пом. 21 травня 2000, Санкт-Петербург, СРСР) — російська акторка театру, кіно та телебачення.

## Життєпис
Ольга Бєляєва народилася 22 червня 1964 року в робітничому селищі на Уралі, у простій робітничій сім'ї. З дитинства мріяла стати акторкою. У 1981 році, після закінчення школи, поїхала в Москву і з першого разу вступила у ГІТІС. Повернувшись додому за документами і речами, але батьки її не відпустили до Москви.
У 1982 році Ольга Бєляєва їде у Каменськ-Уральський та влаштовується працювати у місцевий театр «Драма №3». 
Наступногого року вона вступила у Свердловське театральне училище. 
У 1984 році дебютувала у кіно, ще в студентські роки, виконавши епізодичну роль у стрічці «Лиха біда початок». 
Паралельно з навчанням працювала акторкою в Свердловськ драмтеатрі, де виконала головну роль у виставі «Відьми».
У 1987 році Ольга Бєляєва з чоловіком переїхала у Ленінград. 
З 1988 по 1990 рік працювала акторкою Ленінградського театру-студії «Народний дім» під керівництвом Іллі Рахліна.

## Особисте життя
Під час навчання у Свердловському театральному училищі Ольга Бєляєва познайомилась з Дмитром Астраханом, який тоді там викладав. Згодом пара побралася. Перша дитина, яка народилася у подружжя, мала важку неоперабельну ваду серця. Хлопчик помер, проживши всього сорок днів. У 1993 році в подружжя народився син Павло. Однак сімейне життя не склалося, подружжя розлучилося.

## Смерть
16 травня 2000 року загорілася шахта ліфта у будинку де мешкала Ольга Бєляєва. Їдкий дим став проникати в квартиру. Ольга Бєляєва відкрила вхідні двері при відкритих вікнах, щоб подивитися, що горить. Виникла повітряна тяга і Ольгу Бєляєву обдало вогненним струменем. У Ольги Бєляєвої обгоріла практично вся шкіра. 21 травня 2000 року Ольга Бєляєва померла у лікарні від опіків.

## Фільмографія
| Рік  |    | Українська назва               | Оригінальна назва            | Роль                             |
| ---- | -- | ------------------------------ | ---------------------------- | -------------------------------- |
| 1999 | ф  | Тонка штучка                   | Тонкая штучка                | Гаврилова, повія з готелю        |
| 1996 | с  | Справи смішні - справи сімейні | Дела смешные - дела семейные | епізодична роль                  |
| 1998 | ф  | Перехрестя                     | Перекрёсток                  | Люся                             |
| 1998 | с  | Вулиці розбитих ліхтарів-1     | Улицы разбитых фонарей-1     | сусіда Дукаліса                  |
| 1995 | ф  | Четверта планета               | Четвёртая планета            | Тетяна, головна роль             |
| 1995 | ф  | Усе буде добре!                | Всё будет хорошо             | Тамара Самсонова, дружина Андрія |
| 1994 | с  | Роман імператора               | Роман императора             | епізодична роль                  |
| 1992 | ф  | Білі вбрання                   | Белые одежды                 | дочка Варичева                   |
| 1991 | ф  | Ізиди!                         | Изыди!                       | епізодична роль                  |
| 1989 | ф  | Дні людини                     | Cilveka dienas               | Ніна                             |
| 1988 | кф | У мене немає друга             | У меня нет друга             | Ольга, старшокласниця            |
| 1987 | ф  | Команда 33                     | Команда 33                   | Лялька, подруга Ямпольського     |
| 1984 | ф  | Лиха біда початок              | Лиха беда начало             | епізодична роль                  |